# Więzadło górne kowadełka
Więzadło górne kowadełka (łac. ligamentum incudis superius) – w anatomii człowieka jedno z więzadeł łączących kosteczki słuchowe ze ścianami jamy bębenkowej, jedno z dwóch więzadeł kowadełka. Zaczyna się na stropie zachyłku nadbębenkowego i kończy na tylnym brzegu trzonu kowadełka.